# Boris Pozern
Boris Pawłowicz Pozern (ros. Бори́с Па́влович По́зерн, ur. 7 lipca 1882 w Niżnym Nowogrodzie, zm. 25 lutego 1939) – radziecki wojskowy i działacz partyjny narodowości niemieckiej.

## Biografia
Niemiec, od 1900 studiował na Wydziale Medycznym Uniwersytetu Moskiewskiego, w 1902 wstąpił do SDPRR, po rozłamie usunięty z uniwersytetu. Od marca 1917 przewodniczący Rady Mińskiej, od lipca 1917 członek Piotrogrodzkiego Komitetu SDPRR(b), od listopada 1917 komisarz Frontu Północnego, na przełomie 1917 a 1918 członek Pskowskiego Komitetu Rewolucyjnego, od marca do maja 1918 członek Komisariatu ds. Wojskowych Piotrogrodzkiej Komuny Robotniczej, od maja 1918 wojskowy komisarz tej komuny, w 1918 członek Rady Wojskowo-Rewolucyjnej Frontu Bałtyckiego, członek Sztabu Piotrogrodzkiego Okręgu Wojskowego. Od 9 grudnia 1918 do 5 maja 1919 członek Rady Wojskowo-Rewolucyjnej 7 Armii, od 14 maja do 1 sierpnia 1919 członek Rady Wojskowo-Rewolucyjnej Frontu Zachodniego, od 11 sierpnia 1919 do stycznia 1920 członek Rady Wojskowo-Rewolucyjnej Frontu Wschodniego, od 15 stycznia do 6 października 1920 członek Rady Wojskowo-Rewolucyjnej 5 Armii Frontu Wschodniego, w latach 1921-1922 przewodniczący Gławtekstilia. Od 1922 do marca 1923 sekretarz Północno-Zachodniego Biura KC RKP(b), od marca 1923 do 1926 II sekretarz Południowo-Wschodniego/Północnokazachstańskiego Komitetu Krajowego RKP(b)/WKP(b), od 25 kwietnia 1923 do 26 czerwca 1930 członek Centralnej Komisji Kontrolnej RKP(b)/WKP(b), od 26 kwietnia 1923 do 23 maja 1924 zastępca członka Prezydium tej komisji, w latach 1926-1929 rektor Komunistycznego Uniwersytetu im. Swierdłowa. W latach 1926-1929 pełnomocnik Ludowego Komisariatu Oświaty RFSRR w Leningradzie, w latach 1929-1933 sekretarz Leningradzkiego Komitetu Obwodowego WKP(b), od 13 lipca 1930 do 9 lipca 1938 zastępca członka KC WKP(b), w latach 1933-1935 kierownik Wydziału Kultury i Propagandy Leningradzkiego Komitetu Obwodowego WKP(b), w latach 1935-1937 kierownik Wydziału Propagandy i Agitacji tego komitetu, od 1937 do lipca 1938 prokurator obwodu leningradzkiego.
9 lipca 1938 aresztowany, następnie skazany na śmierć i rozstrzelany. W 1957 pośmiertnie zrehabilitowany.